# Summer sunset
「summer sunset」（サマー・サンセット）は、広末涼子の4枚目のシングル。1998年5月13日発売。発売元はワーナーミュージック・ジャパン。

## 概要
デビュー・シングルから竹内まりや、岡本真夜、原由子と数多の女性アーティストから提供を受けている広末。本作も広瀬香美より作詞・作曲提供を受けた。
プロモーションビデオには恋人役でMITSUU（のちの村田充）が出演した。

## タイアップ
- アサヒ飲料「三ツ矢ホワイトソーダ」CMソング
- TBS系『王様のブランチ』エンディングテーマ

## 収録曲
作詞・作曲：広瀬香美　編曲：藤井丈司
1. summer sunset(5:06)
2. NNNN〜キッス!(4:29)
3. summer sunset (instrumental)(5:06)
4. NNNN〜キッス! (instrumental)(4:29)

## 収録アルバム

### summer sunset
- オリジナル『private』（1999年2月17日）
- ベスト『RH Singles&...』（1999年11月25日）
- ベスト『広末涼子 Perfect Collection』（2002年2月27日）

### NNNN〜キッス!
- ベスト『RH Singles&...』（1999年11月25日）
- ベスト『広末涼子 Perfect Collection』（2002年2月27日）